# Hammerskins
Hammerskins (cunoscut și sub denumirea de Hammerskin Nation ) sunt un grup supremațist înființat în 1988 în Dallas, Texas. Scopul lor principal este producerea, promovarea și distribuirea muzicii white power⁠(d), numeroase formații ale acestui gen fiind afiliate grupului. Hammerskins au fost afiliați pentru o perioadă cu casa de discuri 9% Productions. Hammerskins organizează concerte anuale, printre care și Hammerfest, un eveniment susținut atât în Statele Unite, cât și în Europa în onoarea decedatului solistului formației Nordic Thunder, Joe Rowan.
Hammerskins a fost unul dintre cele mai cunoscute grupuri americane de skinhead⁠(d). Anti-Defamation Leaque îl descrie drept cel mai bine organizat grup de skinhead neonaziști din Statele Unite, aceștia având șase filiale în Statele Unite și unele în Canada, Noua Zeelandă, Australia și în diferite țări europene. Organizația susține că nu are lideri. Membri ai Hammerskins au fost implicați în numeroase atacuri și infracțiuni motivate de ură, în special în SUA (i.e. atacul terorist de la templul Sikh din Wisconsin⁠(d)), însă acestea nu au fost organizate de grup.
Grupul își încurajează membrii să se înroleze în armată cu scopul de a învăța tactici militare care să fie utile în viitorul război rasial⁠(d). Aceștia au administrat un grup pe Facebook intitulat Crew 38 (azi inactiv) și forumuri online.

## Istoric
Hammerskins îți are originea în grupul Confederate Hammerskins din Dallas și a apărut spre sfârșitul anilor 1980. Numele lor este influențat de o scenă din filmul Pink Floyd - The Wall din 1982. Primele filiale internaționale ale grupului au apărut în Irlanda de Nord și Elveția în 1990, iar filialele australiene și canadiene au urmat în 1993. În anul următor, grupurile americane din diferite regiuni au fuzionat și au dat naștere grupului Hammerskin Nation, dar în 1999 aceștia au decis să revină la sistemul regional.
Luptele pentru putere a împărțit grupul în mai multe fracțiuni până în 2008. Site-ul și forumurile au devenit inactive în 2001, iar după o scurtă perioadă, supremațistul Tom Metzger anunța desființarea grupului Hammerskin Nation. Cu toate acestea, în 2002 a fost lansat un alt site „oficial” al Hammerskins care a devenit inactiv începând din aprilie 2020.